# Gulkana (rivière)
Pour les articles homonymes, voir Gulkana.

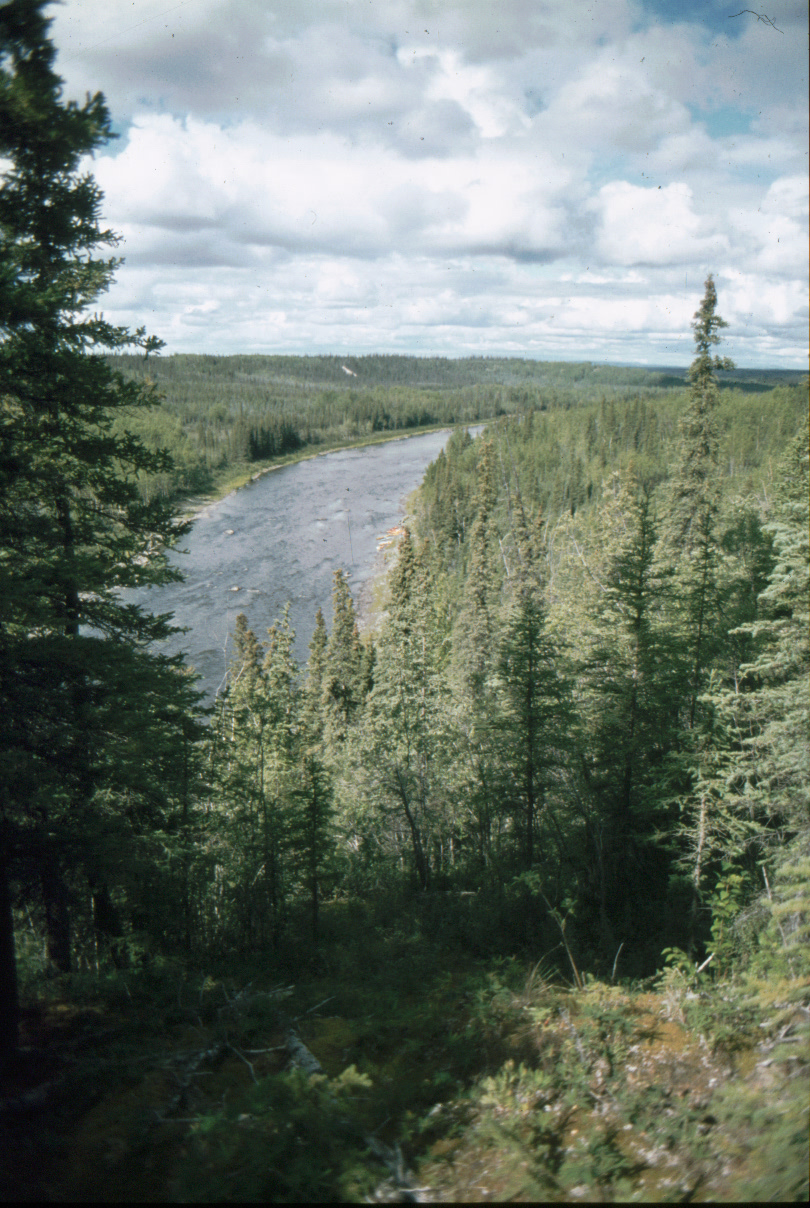
La Gulkana en 1977.

La rivière Gulkana est un cours d'eau d'Alaska, aux États-Unis, situé dans la région de recensement de Valdez-Cordova. C'est un affluent de la rivière Copper.

## Description
Longue de 60 milles (97 km), elle prend sa source au sud-est de Summit Lake et coule en direction du sud, jusqu'à la rivière Copper, où elle se jette à 9 milles (14 km) au nord-est de Glennallen.
Son nom indien a été recensé en 1899 par le géologue Oscar Rohn comme étant Kulkana.

## Bras et affluents
- Middle Fork Gulkana
- West Fork Gulkana

## Sources
- (en) « Gulkana (rivière) », Geographic Names Information System